# Union française des centres de vacances
 (mai 2015).
L'Union française des centres de vacances (UFCV) est une association nationale française de jeunesse et d’éducation populaire à but non lucratif, fondée en 1907. Elle est reconnue d’utilité publique, elle est agréée entreprise solidaire d’utilité sociale et association éducative complémentaire de l'enseignement public.
L’UFCV a pour objet de susciter, promouvoir et développer l’animation socio-éducative, culturelle ou sociale, ainsi que des actions de formation et d’insertion.

## Histoire
En 1906, à Bordeaux, se réunissent 172 associations investies dans les activités de loisirs et en particulier les colonies de vacances. Il est envisagé alors de créer une fédération regroupant ces organisations. Le projet aboutit le 23 avril 1907 est créé, sur proposition du Docteur Bourel, l’Union parisienne des colonies de vacances qui deviendra, par changements de nom, l’UFCV. En 1909, cette société regroupe 72 œuvres. Elle s’étend, toujours en 1909, à l’ensemble du territoire et prend le nom d’Union nationale des colonies de vacances. Émile Loubet, ancien président de la République, est président de l’Union.
En 1911, des œuvres laïques quittent l’Union pour former l’Union catholique des colonies de vacances qui existera jusqu’en 1914.

## Actions
L'association organise des séjours, tel que des colonies de vacances pour enfants et jeunes, des séjours adaptés organisés pour adultes et enfants en situation de handicap ; de la formation professionnelle qualifiante et continue aux métiers de l’animation comme les BAFA et BAFD ; l’organisation et la gestion de dispositifs d’accueils de mineurs : accueils de loisirs, crèches, activités périscolaires ; ainsi que de l’insertion sociale et professionnelle,.